# Уорд-Хант
Остров Уорд-Хант (англ. Ward Hunt Island) — расположен на территории Канады в море Линкольна Северного Ледовитого океана в 772 километрах от Северного полюса. Площадь острова Уорд-Хант составляет 22 км². Остров необитаем.
Остров расположен на территории национального парка Куттинирпаак. На нём находится полевая станция агентства Парки Канады, которая включает три барака на 12 мест каждый. Сообщение со станцией осуществляется вертолётами при поддержке проекта по полярному континентальному шельфу. На станции проводятся исследования водных экосистем (реки, озёра, шельфовые ледники) в высоких широтах, влияние на них солнечной радиации и изменения климата. Около острова находится шельфовый ледник Уорд-Хант, который является частью распавшегося в 2000 году ледника Элсмир.